# خانه سوخکیان
خانه سوخکیان مربوط به دوره پهلوی اول است و در داراب، خیابان هلال احمر، جنب هلال احمر واقع شده و این اثر در تاریخ ۱۱ دی ۱۳۸۰ با شمارهٔ ثبت ۴۶۷۹ به‌عنوان یکی از آثار ملی ایران به ثبت رسیده است.